# Antioquia
|  | Per a altres significats, vegeu «Antioquia (desambiguació)». |

Antioquia (en turc Antakya, en grec Αντιόχεια; en àrab انطاكيا, Anṭākiyā) és una ciutat al sud de Turquia, prop de la frontera amb Síria, a la riba de l'Orontes, capital (merkez ilce) de la província de Hatay. Antioquia va ser fundada a finals del segle iv aC per Seleuc I Nicàtor, un dels generals d'Alexandre el Gran. La població d'Antioquia el 2018 era de gairebé 380.000 habitants. El 6 de febrer de 2023 va patir un terratrèmol de magnitud 7,8 que va arrasar milers d'edificis de la ciutat i va danyar-ne milers més, fins a un total del 80% del teixit urbà.

## Història

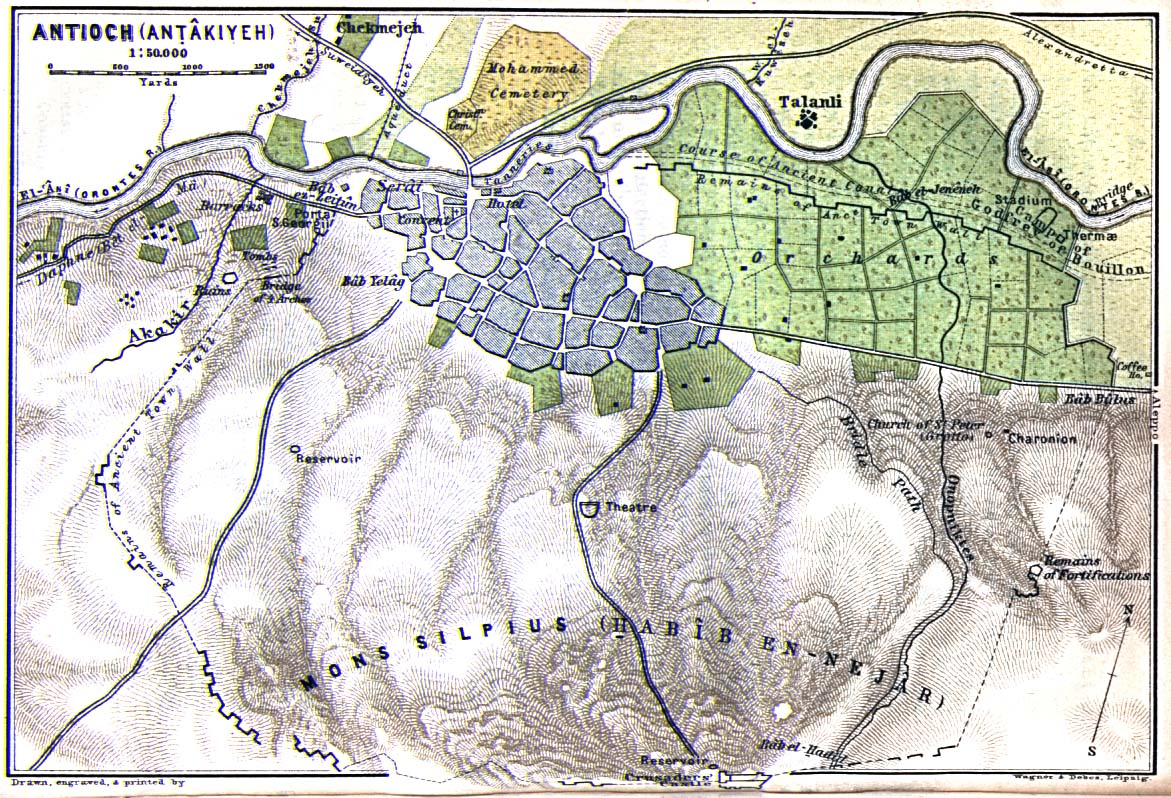
Mapa del 1912

- Per la història antiga, vegeu Antioquia de l'Orontes.
- Per la història medieval, vegeu Principat d'Antioquia.

### Època moderna

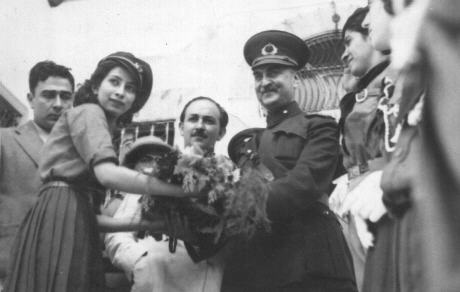
La recepció a Antioquia del general Asım Gündüz, cap de la delegació turca, per converses amb els francesos, el 1938

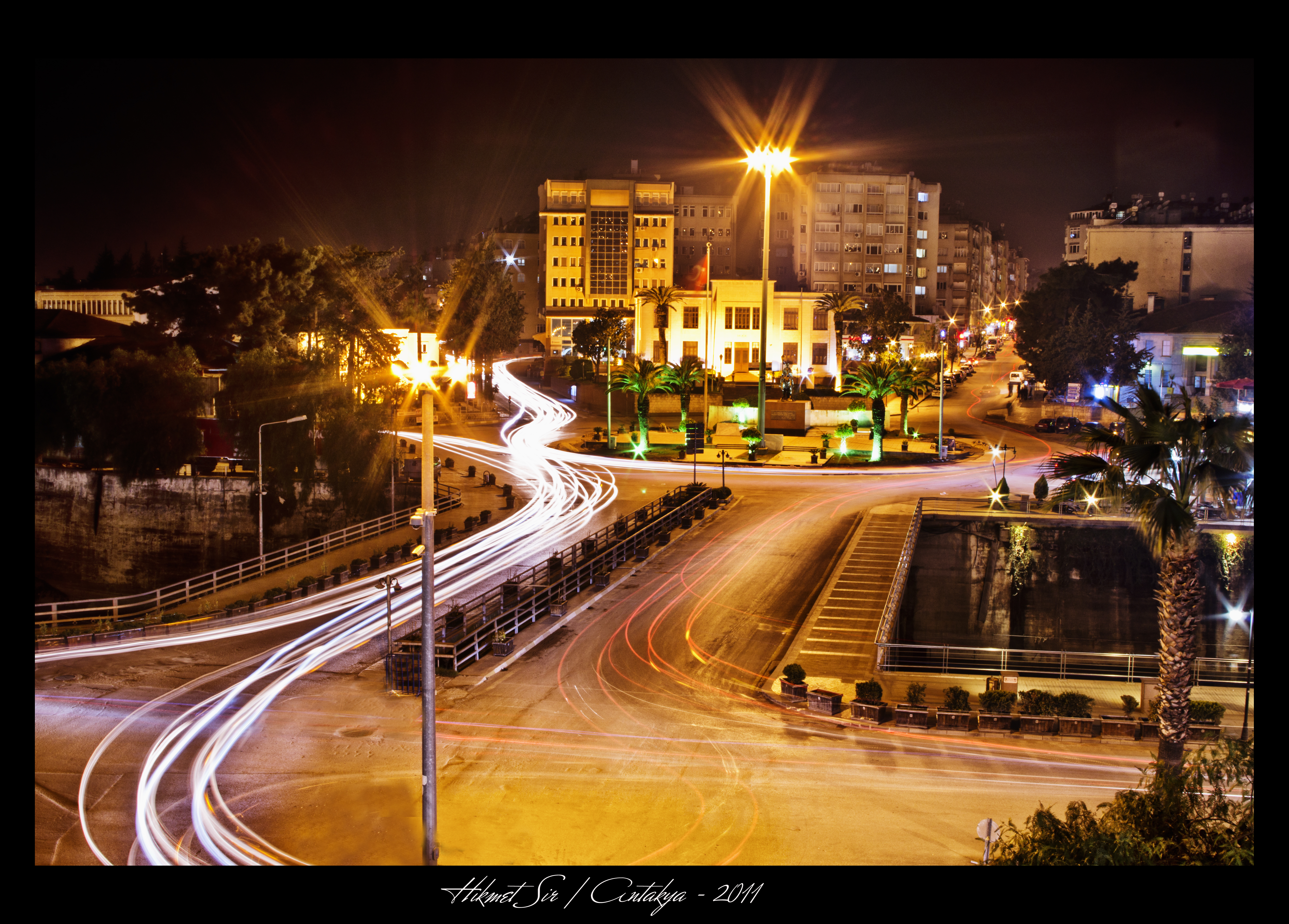
Köprübaşı

El principat d'Antioquia va durar fins a la conquesta de la ciutat pel mameluc Bàybars, el 18 de maig del 1268. Després, va perdre importància i va esdevenir una petita ciutat de la niyaba mameluca de Síria. Va passar als otomans el 1517, que hi van instal·lar una guarnició de geníssers. Fou una vila del pashalik d'Alep. Allunyada de les rutes comercials, Alep va agafar més importància i és en aquesta ciutat on s'instal·len els consolats europeus a partir del segle xvi.
El 1832, la va ocupar Ibrahim Paixà d'Egipte en nom del seu pare, Muhammad Ali, virrei d'Egipte, però fou retornada als otomans per la pau de Koutayeh (14 de maig del 1833). En aquest temps, tenia 25.000 habitants i els àrabs eren majoria a la ciutat, amb una forta minoria turca; també hi havia minories cristianes, especialment grecs i armenis. El 1915, els armenis, davant les matances, es van refugiar a les muntanyes de Musa Dagh (muntanyes de Moisès), entre la ciutat i el mar, i van poder ser evacuats al darrer minut per la marina francesa.
El febrer del 1919, el sandjak d'Alexandreta, al qual pertanyia la ciutat, fou ocupat pels francesos junt amb Cilícia i Síria. En principi, estava previst incloure Antioquia a Síria sota mandat francès de la lliga de les Nacions, però la presència d'una forta minoria turca exigia un referèndum. Per tranquil·litzar Turquia i garantir la seva neutralitat en cas d'una nova guerra, el govern francès d'Édouard Daladier va deixar entrar en el sandjak l'exèrcit turc, que es va encarregar del cens electoral; això va donar un 63% d'electors turcs. El sandjak fou incorporat a Turquia com a província d'Hatay (1939). La població armènia (23.000), els àrabs i altres minories van sortir en la major part. Antioquia tenia el 1970 uns 46.000 habitants.

## Monuments i llocs
- Església de Sant Pere, a la roca, la primera església cristiana
- Gruta de Beshikli, amb tombes
- Columna de Yunus
- Museu del Mosaic
- Mesquita de Habib Neccar
- Basar
- Pont romà
- Ciutadella
- Santuari d'Haghios Petros Paulos

## Cultura

### Demografia

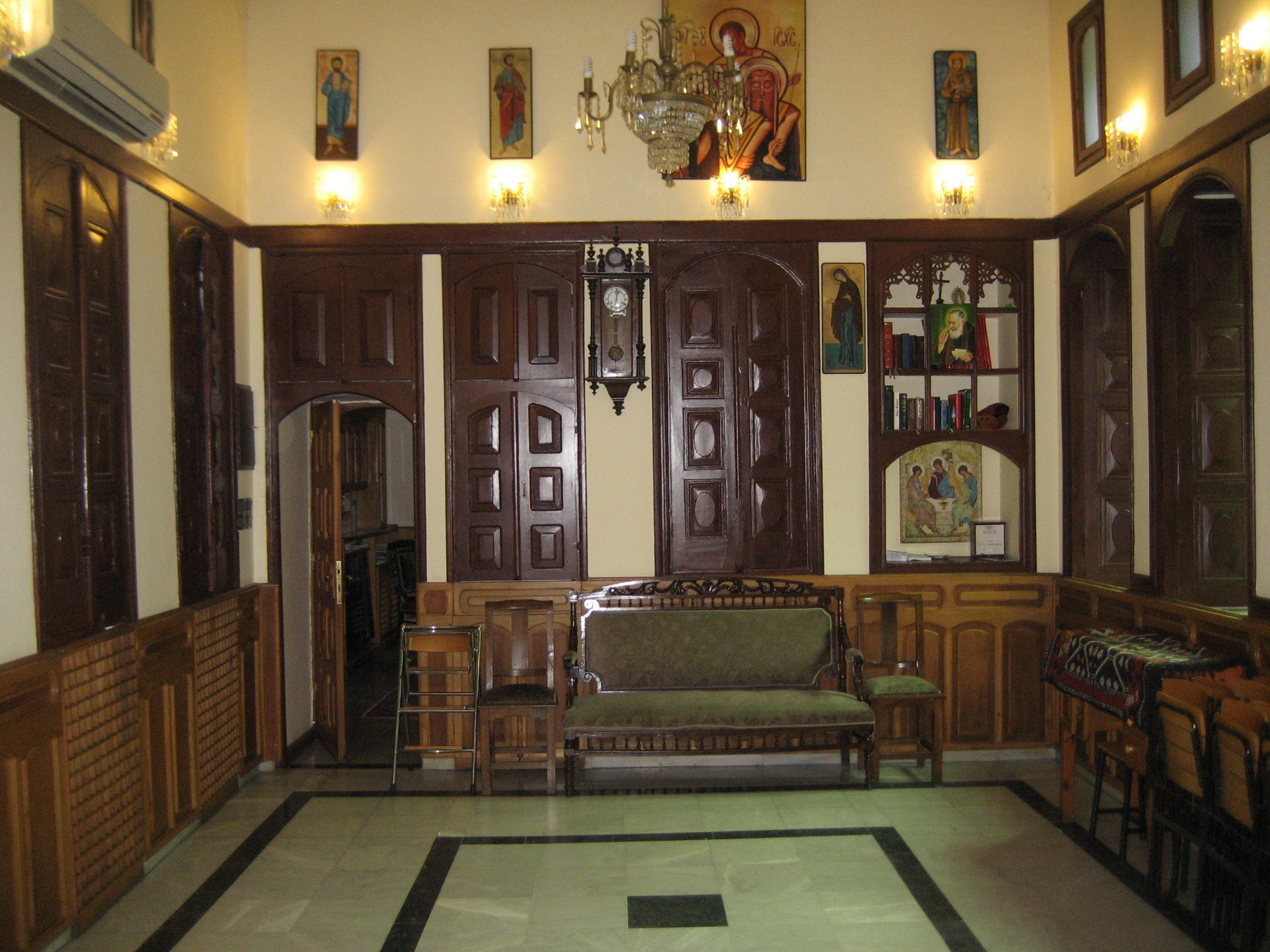
Església catòlica a Antioquia

Com la resta de la província, Antioquia té una població mixta ètnicament i religiosa, amb presència de turcs i àrabs i de musulmans i cristians, que practiquen diverses confessions.

### Cuina

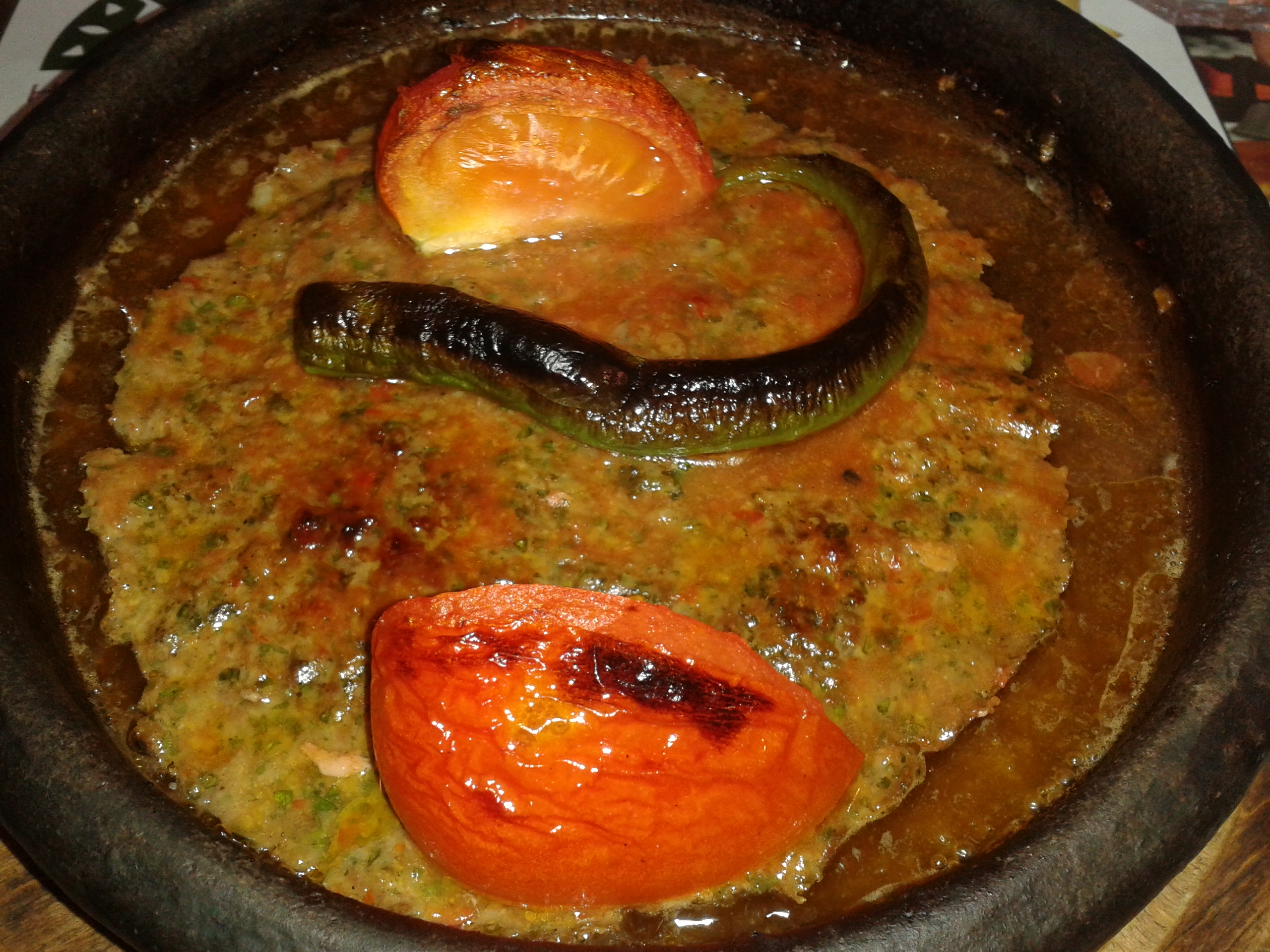
Tepsi kebabı d'Antioquia

La cuina d'Antioquia és famosa a Turquia, especialment el künefe d'Antioquia, indicació protegida coneguda arreu del país, i que està cercant una reconeixement de la UE.

## Galeria

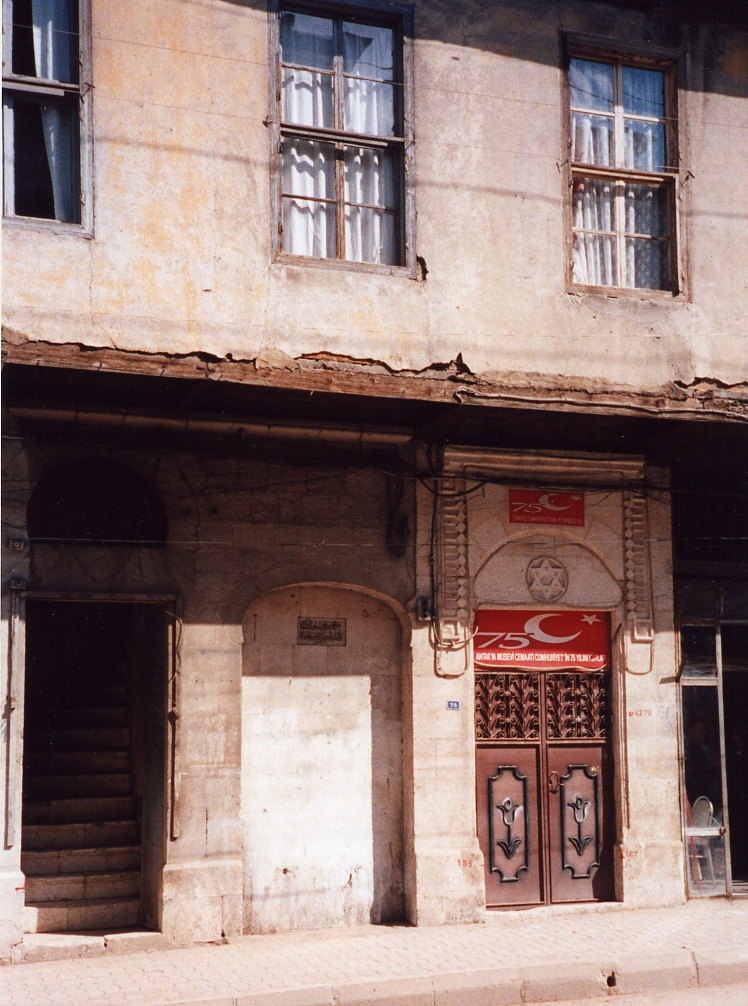
Vista d'una casa antiga
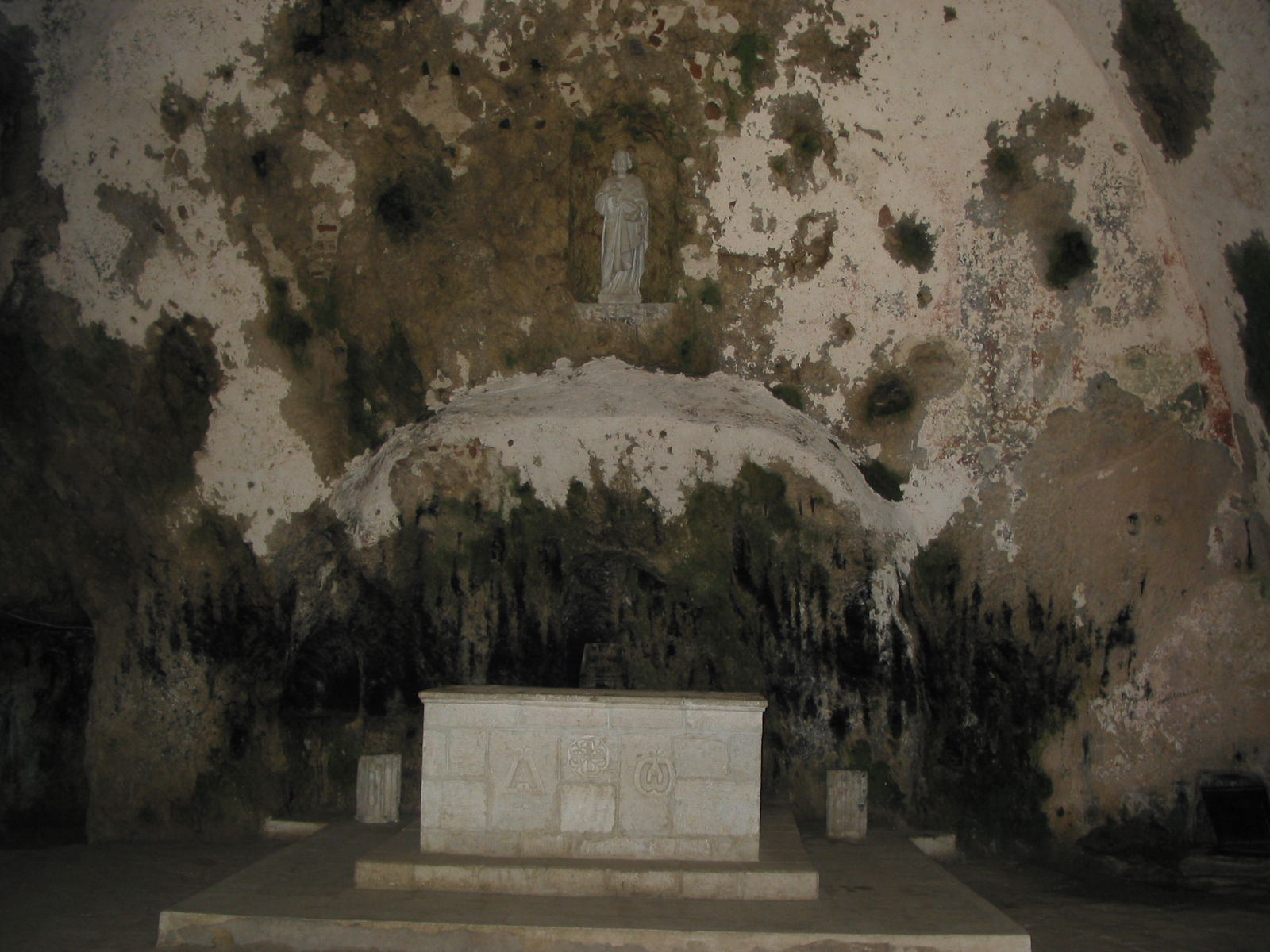
Altar a l'església de St. Pere
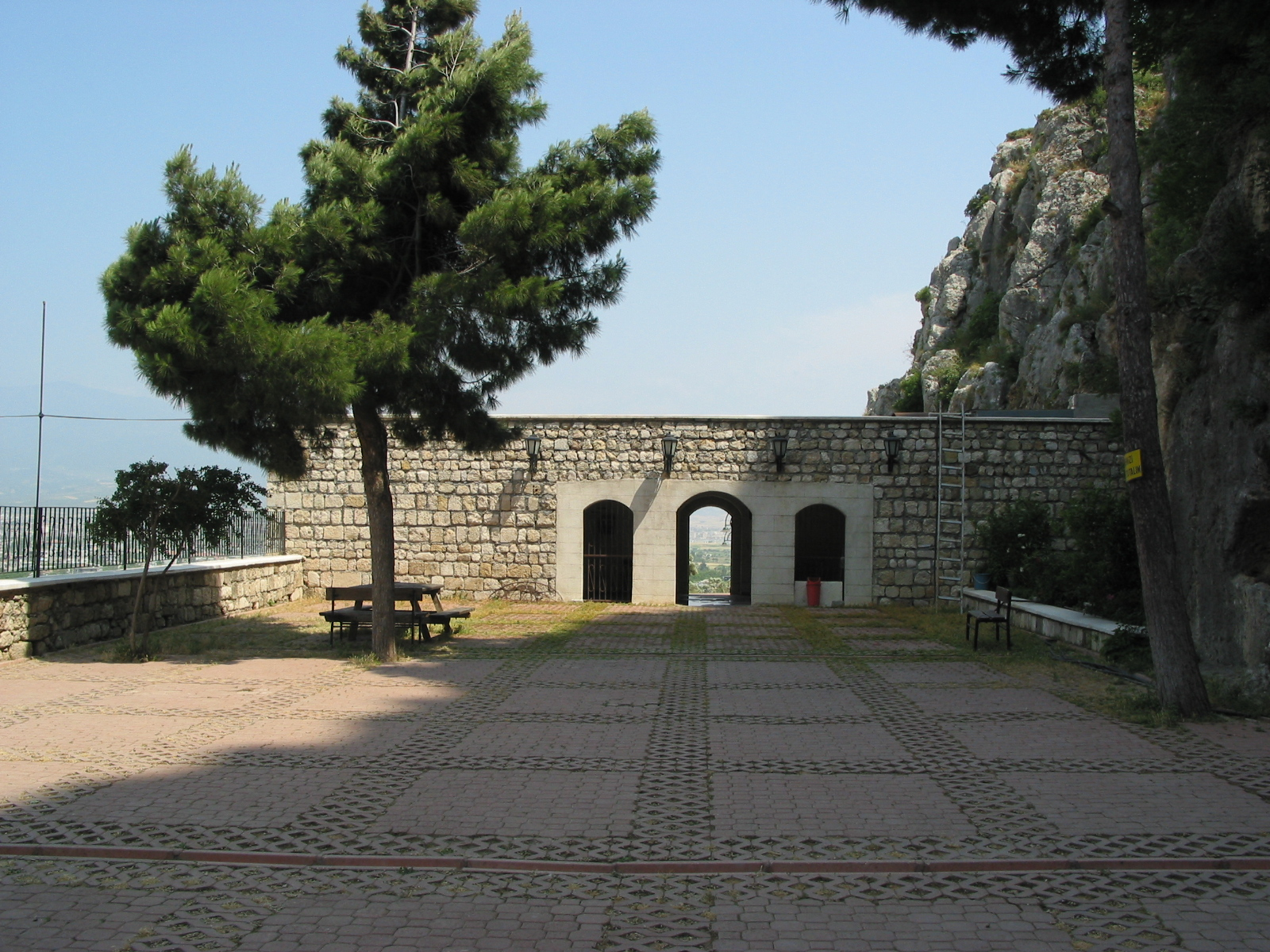
Pati de l'església de St. Pere
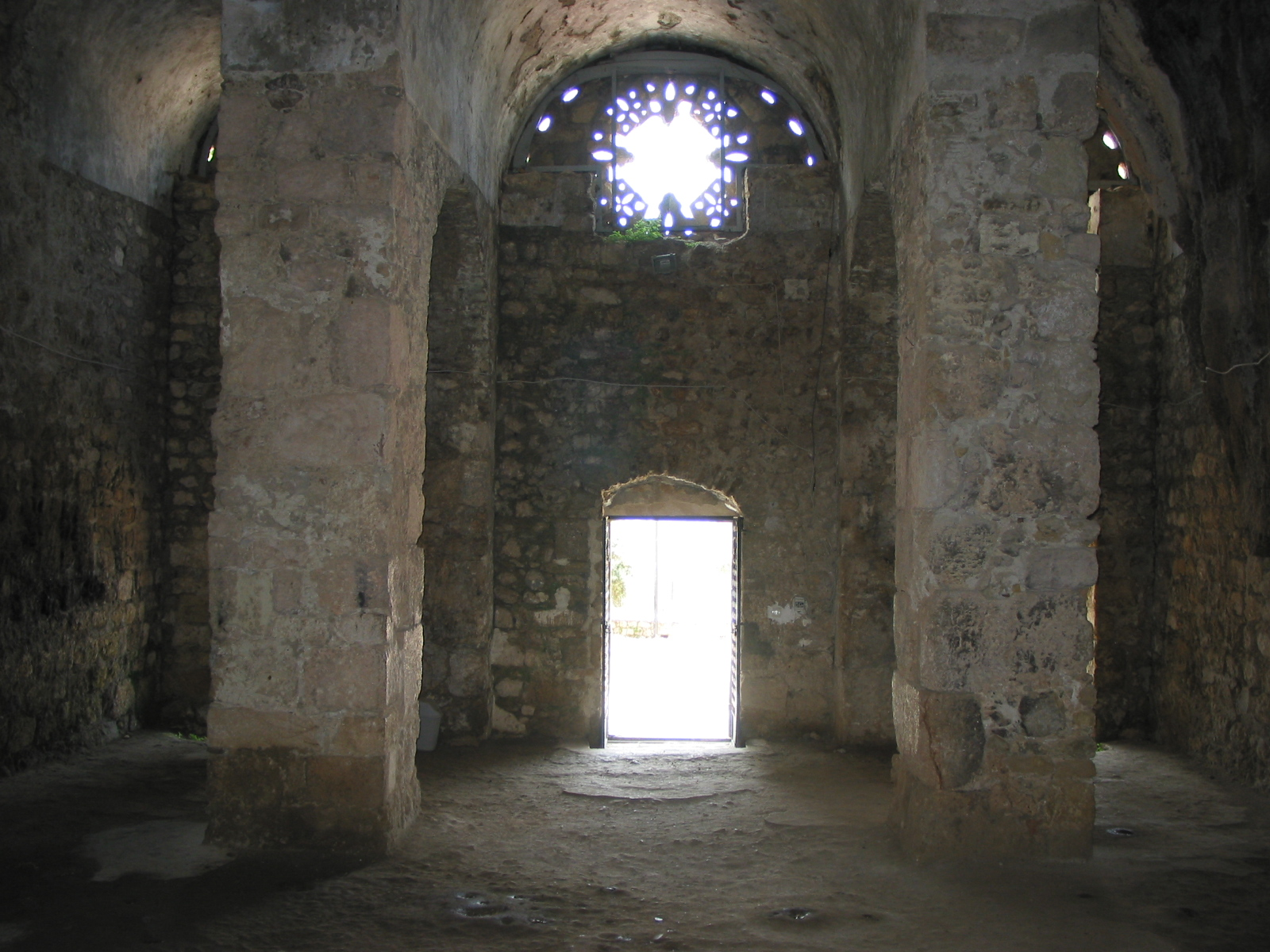
Interior de St. Pere
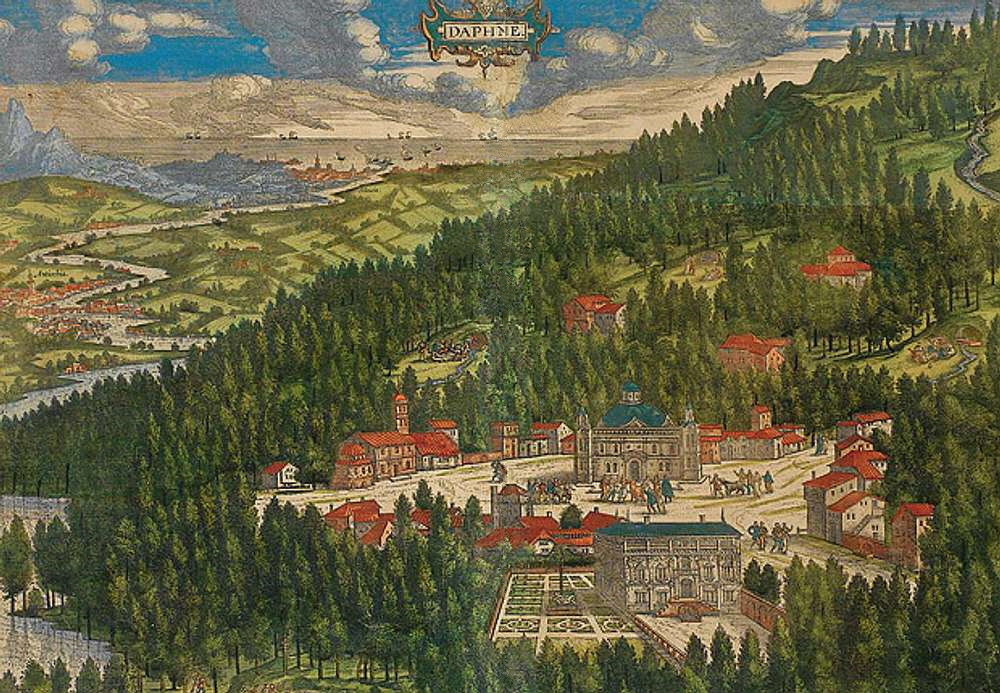
Gravat del segle xvii representant Dafne
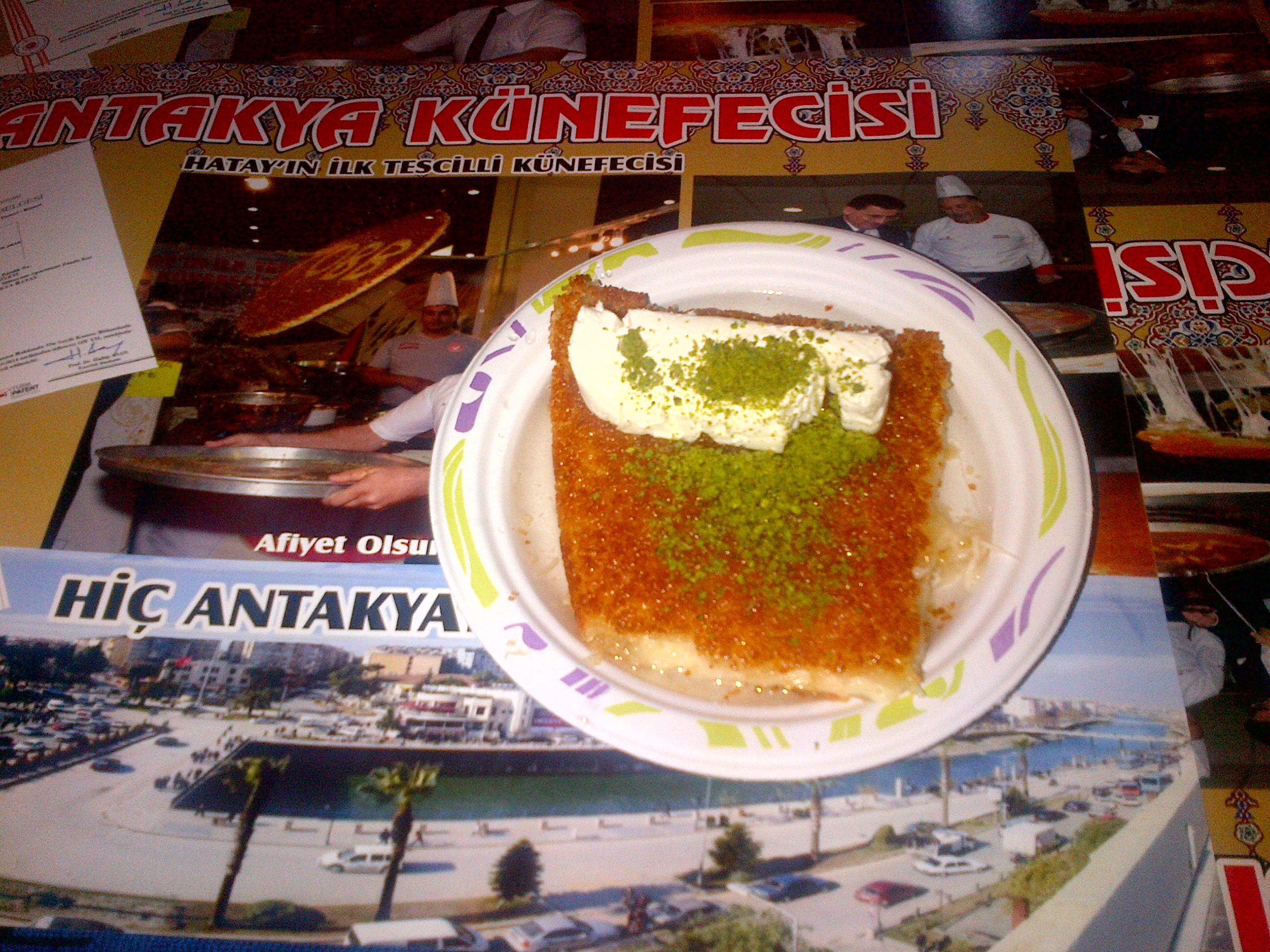
Antakya künefesi